# Ericus Nicolai
Erik Nilsson (latinisering: Ericus Nicolai) var en svensk katolsk präst och teolog.

## Biografi
Ericus Nicolai härstammade troligen från Sundbro i Bälinge socken. Han immatrikulerades 1466 vid universitetet i Leipzig, blev baccalaureus där 1468, filosofie magister 1475 och cursor 1483. Han var 1485–1489 lärare och examinator vid filosofiska fakulteten vid universitetet där och tjänstgjorde 1487 som universitetets rektor. 1488 blev han teologie doktor i Leipzig. han återvände därefter till Sverige och Uppsala under 1490-talet, där han verkade som föreläsare i teologi vid universitetet. 1518 blev Ericus Olai ärkedjäkne vid domkapitlet.
Ericus Nicolai översatte på uppdrag av Jakob Ulvsson två arbeten av Jean Gerson, Bock aff dyäfwulsens frästilse (1495, den första på svenska tryckta boken) och Ars moriendi (1514).